# Campeonato Boliviano de Futebol de 2021 – Primeira Divisão
A Primeira Divisão do Campeonato Boliviano de 2021, oficialmente chamada de División de Fútbol Profesional ou de forma mais simples División Profesional, foi a 44ª edição da principal divisão do futebol boliviano (4ª sob o controle da FBF (FBF) e com o nome de División Profesional). A competição contou com 16 times e foi organizada pela División Profesional de Fútbol, que é uma seção controlada pela FBF para gerir o futebol profissional. A temporada começou em 9 de março de 2021 e terminou em 12 de dezembro do mesmo ano.
O Independiente Petrolero conquistou seu primeiro título na División Profesional após derrotar o Guabirá por 3 a 2 com um gol aos 51 minutos do segundo tempo. Além do time de Sucre, Always Ready, The Strongest e Bolívar garantiram vaga na Copa Libertadores da América de 2022, enquanto Royal Pari, Oriente Petrolero, Jorge Wilstermann e Guabirá se classificaram para a Copa Sul-Americana de 2022.
Devido ao não-pagamento de dívidas pendentes, o San José foi rebaixado por decisão do Tribunal Superior de Apelações da Federação Boliviana em 8 de dezembro. A equipe de Oruro não venceu nenhuma partida e terminou com 11 pontos negativos. O Real Potosí foi o segundo time a cair para a  Copa Simón Bolívar de 2022 depois de perder no playoff de acesso para o Universitario de Sucre por 4 a 1 no placar agregado.

## Sistema de jogo
Para a temporada de 2021 do futebol boliviano, será jogado um torneio único durante o ano todo, com 30 rodadas sob o sistema de todos contra todos em turno e returno. Neste torneio, será usado o sistema de pontos de acordo com a regulamentação da F. A. Board, dando três pontos ao vencedor, um pontos às equipes que empatarem e zero ponto ao perdedor. A equipe que se sagrar campeã, junto com os 2º, 3º e 4º colocados, se classificarão para a Copa Libertadores da América de 2022, enquanto que os 5º, 6º, 7º e 8º lugares ganharão uma vaga para a Copa Sul-Americana de 2022. Sobre o descenso, a equipe que terminar na última colocação será rebaixada diretamente; a penúltima colocada jogará um play-off contra equipe vice-campeã da Copa Simón Bolívar de 2021.

## Participantes

### Trocas de divisões
O Real Tomayapo fará sua estreia nesta temporada na primeira divisão do futebol boliviano, tornando-se a equipe de número 45 a disputá-la e devolvendo à cidade de Tarija seu lugar na elite depois de quatro anos. O Independiente Petrolero retorna à primeira divisão depois de 18 anos e volta para Sucre para ser sede da equipe profissional.
| Pos | Subiram para a División Profesional                               |
| --- | ----------------------------------------------------------------- |
| 1.º | Real Tomayapo (Campeão da Copa Simón Bolívar 2020)                |
| 2.º | Independiente Petrolero (Vice-campeão da Copa Simón Bolívar 2020) |

| Pos       | Rebaixados |
| --------- | ---------- |
| Não houve |            |

### Informações das equipes
O número de equipes participantes nesta temporada será de 16, dos quais 12 são administradas por Clubes ou Entidades Desportivas e 4 são administradas por uma sociedade de respondabilidade limitada.

## Técnicos
| Equipe                  | Técnico |
| ----------------------- | --- |
| Always Ready            | Sebastián Núñez (1ª—4ª) Omar Asad (5ª—11ª) Pablo Godoy (12ª—30ª)                                                                                  |
| Atlético Palmaflor      | Julio César Baldivieso (1ª—3ª) Thiago Leitão (4ª—18ª) Víctor Hugo Andrada (19ª—25ª) Humberto Viviani (26ª—30ª)                                    |
| Aurora                  | Humberto Viviani (1ª—22ª) Sergio Álvarez (23ª—30ª)                                                                                                |
| Blooming                | Eduardo Villegas (1ª—16ª) Hernán Meske (17ª—27ª) Rodrigo Venegas (28ª—30ª)                                                                        |
| Bolívar                 | Natxo González (1ª—7ª) Vladimir Soria (8ª, interino) Antônio Carlos Zago (10ª—30ª)                                                                |
| Guabirá                 | Víctor Hugo Andrada (1ª—7ª) Víctor Hugo Antelo (8ª—30ª)                                                                                           |
| Independiente Petrolero | Marcelo Robledo (1ª—30ª) |
| Jorge Wilstermann       | Mauricio Soria (1ª—4ª) Diego Cagna (5ª—20ª) Sergio Migliaccio (21ª—30ª)                                                                           |
| Nacional Potosí         | Álvaro Peña (1ª—3ª) Roberto Mancilla (4ª, interino) Flavio Robatto (5ª—13ª) Alberto Illanes (14ª—26ª) Roberto Mancilla (27ª—30ª)                  |
| Oriente Petrolero       | Erwin Sánchez (1ª—30ª) |
| Real Potosí             | Carlos Fonseca (1ª—7ª) Armando Ibáñez (8ª—12ª) Marco Sandy (13ª—19ª) Ronald Villafuerte (20ª—21ª) Sebastián Núñez (22ª—30ª)                       |
| Real Santa Cruz         | Néstor Clausen (1ª—10ª) David Perdiguero (11ª—30ª)                                                                                                |
| Real Tomayapo           | Horacio Pacheco (1ª—14ª) Álvaro Peña (15ª—30ª) |
| Royal Pari              | Cristian Díaz (1ª—11ª) Luis Marín Camacho (12ª, interino) Miguel Ángel Portugal (13ª—30ª)                                                         |
| San José                | Thiago Leitão (1ª—2ª) Manuel Luizaga (3ª, interino) Marcos Ferrufino (4ª—7ª) Domingo Sánchez (8ª—17ª) Óscar Daza (18ª) Juan Luis Choque (19ª—30ª) |
| The Strongest           | Alberto Illanes (1ª—4ª) Luis Orozco (5ª, interino) Gustavo Florentín (6ª—15ª) Pablo Cabanillas (16ª, interino) Cristian Díaz (17ª—30ª)            |

### Trocas de técnicos
| Equipe             | Técnico demitido              | Motivo da demissão                 | Dia em que saiu        | Técnico substituto            | Dia em que assumiu o cargo |
| ------------------ | ----------------------------- | ---------------------------------- | ---------------------- | ----------------------------- | -------------------------- |
| San José           | Thiago Leitão                 | Contratado pelo Atlético Palmaflor | 29 de março de 2021    | Fernando Acevedo (interino)   | 30 de março de 2021        |
| Atlético Palmaflor | Julio César Baldivieso        | Demitido                           | 29 de março de 2021    | Thiago Leitão                 | 30 de março de 2021        |
| San José           | Fernando Acevedo (interino)   | Remanejado                         | 6 de abril de 2021     | Marcos Ferrufino              | 6 de abril de 2021         |
| Nacional Potosí    | Álvaro Peña                   | Demitido                           | 8 de abril de 2021     | Flavio Robatto                | 13 de abril de 2021        |
| Always Ready       | Sebastián Núñez               | Demitido                           | 10 de abril de 2021    | Omar Asad                     | 13 de abril de 2021        |
| The Strongest      | Alberto Illanes               | Demitido                           | 22 de abril de 2021    | Luis Orozco (interino)        | 22 de abril de 2021        |
| Jorge Wilstermann  | Mauricio Soria                | Rescindiu o contrato               | 25 de abril de 2021    | Marco Sandy (interino)        | 26 de abril de 2021        |
| The Strongest      | Luis Orozco (interino)        | Remanejado                         | 26 de abril de 2021    | Gustavo Florentín             | 26 de abril de 2021        |
| Jorge Wilstermann  | Marco Sandy (interino)        | Remanejado                         | 28 de abril de 2021    | Diego Cagna                   | 28 de abril de 2021        |
| Real Potosí        | Carlos Fonseca                | Demitido                           | 12 de maio de 2021     | Armando Ibáñez                | 13 de maio de 2021         |
| San José           | Marcos Ferrufino              | Demitido                           | 16 de maio de 2021     | Domingo Sánchez               | 17 de maio de 2021         |
| Bolívar            | Natxo González                | Demitido                           | 23 de maio de 2021     | Vladimir Soria (interino)     | 23 de maio de 2021         |
| Bolívar            | Vladimir Soria (interino)     | Remanejado                         | 14 de julho de 2021    | Antônio Carlos Zago           | 14 de julho de 2021        |
| Real Santa Cruz    | Néstor Clausen                | Demitido                           | 21 de julho de 2021    | David Perdiguero              | 22 de julho de 2021        |
| Always Ready       | Omar Asad                     | Demitido                           | 27 de julho de 2021    | Pablo Godoy                   | 29 de julho de 2021        |
| Royal Pari         | Cristian Díaz                 | Demitido                           | 27 de julho de 2021    | Luis Marín Camacho (interino) | 28 de julho de 2021        |
| Real Potosí        | Armando Ibáñez                | Demitido                           | 30 de julho de 2021    | Marco Sandy                   | 2 de agosto de 2021        |
| Royal Pari         | Luis Marín Camacho (interino) | Remanejado                         | 3 de agosto de 2021    | Miguel Ángel Portugal         | 3 de agosto de 2021        |
| Nacional Potosí    | Flavio Robatto                | Demitido                           | 4 de agosto de 2021    | Alberto Illanes               | 6 de agosto de 2021        |
| Real Tomayapo      | Horacio Pacheco               | Rescindiu o contrato               | 8 de agosto de 2021    | Álvaro Peña                   | 10 de agosto de 2021       |
| The Strongest      | Gustavo Florentín             | Contratado pelo Sport Recife       | 15 de agosto de 2021   | Pablo Cabanillas (interino)   | 15 de agosto de 2021       |
| Blooming           | Eduardo Villegas              | Consenso mútuo                     | 19 de agosto de 2021   | Hernán Meske                  | 19 de agosto de 2021       |
| San José           | Domingo Sánchez               | Rescindiu o contrato               | 21 de agosto de 2021   | Óscar Daza                    | 26 de agosto de 2021       |
| The Strongest      | Pablo Cabanillas (interino)   | Remanejado                         | 21 de agosto de 2021   | Christian Díaz                | 19 de agosto de 2021       |
| Guabirá            | Víctor Hugo Andrada           | Demitido                           | 23 de agosto de 2021   | Víctor Hugo Antelo            | 25 de agosto de 2021       |
| San José           | Óscar Daza                    | Demitido                           | 14 de setembro de 2021 | Luis Choque (interino)        | 16 de setembro de 2021     |
| Atlético Palmaflor | Thiago Leitão                 | Demitido                           | 15 de setembro de 2021 | Víctor Hugo Andrada           | 15 de setembro de 2021     |
| Real Potosí        | Marco Sandy                   | Demitido                           | 18 de setembro de 2021 | Ronald Villafuerte (interino) | 18 de setembro de 2021     |
| Jorge Wilstermann  | Diego Cagna                   | Rescindiu o contrato               | 23 de setembro de 2021 | Sergio Migliaccio             | 24 de setembro de 2021     |
| Real Potosí        | Ronald Villafuerte (interino) | Remanejado                         | 29 de setembro de 2021 | Sebastián Núñez               | 29 de setembro de 2021     |
| Aurora             | Humberto Viviani              | Rescindiu o contrato               | 17 de outubro de 2021  | Sergio Zeballos               | 18 de outubro de 2021      |
| Atlético Palmaflor | Víctor Hugo Andrada           | Rescindiu o contrato               | 1 de novembro de 2021  | Humberto Viviani              | 3 de novembro de 2021      |
| Nacional Potosí    | Alberto Illanes               | Rescindiu o contrato               | 23 de novembro de 2021 | Roberto Mancilla              | 23 de novembro de 2021     |
| Blooming           | Hernán Meske                  | Rescindiu o contrato               | 27 de novembro de 2021 | Rodrigo Venegas               | 28 de novembro de 2021     |

## Classificação
| Pos | Equipe                  | Pts | J  | V  | E | D  | GP | GC | SG  | Classificação ou Rebaixamento               |
| --- | ----------------------- | --- | -- | -- | - | -- | -- | -- | --- | ------------------------------------------- |
| 1   | Independiente Petrolero | 65  | 30 | 20 | 5 | 5  | 59 | 33 | +26 | Fase de grupos da Copa Libertadores de 2022 |
| 2   | Always Ready            | 64  | 30 | 19 | 7 | 4  | 66 | 31 | +35 | Fase de grupos da Copa Libertadores de 2022 |
| 3   | The Strongest           | 63  | 30 | 19 | 6 | 5  | 57 | 24 | +33 | Segunda fase da Copa Libertadores de 2022   |
| 4   | Bolívar                 | 56  | 30 | 16 | 8 | 6  | 63 | 29 | +34 | Primeira fase da Copa Libertadores de 2022  |
| 5   | Royal Pari              | 51  | 30 | 16 | 3 | 11 | 66 | 45 | +21 | Primeira fase da Copa Sul-Americana de 2022 |
| 6   | Oriente Petrolero       | 51  | 30 | 15 | 6 | 9  | 46 | 29 | +17 | Primeira fase da Copa Sul-Americana de 2022 |
| 7   | Jorge Wilstermann       | 49  | 30 | 15 | 4 | 11 | 64 | 48 | +16 | Primeira fase da Copa Sul-Americana de 2022 |
| 8   | Guabirá                 | 44  | 30 | 13 | 5 | 12 | 47 | 47 | 0   | Primeira fase da Copa Sul-Americana de 2022 |
| 9   | Atlético Palmaflor      | 40  | 30 | 11 | 7 | 12 | 42 | 45 | −3  |                                             |
| 10  | Nacional Potosí         | 39  | 30 | 10 | 9 | 11 | 45 | 46 | −1  |                                             |
| 11  | Real Santa Cruz         | 38  | 30 | 11 | 5 | 14 | 39 | 47 | −8  |                                             |
| 12  | Aurora                  | 33  | 30 | 9  | 6 | 15 | 40 | 51 | −11 |                                             |
| 13  | Real Tomayapo           | 32  | 30 | 9  | 5 | 16 | 28 | 45 | −17 |                                             |
| 14  | Blooming                | 26  | 30 | 7  | 5 | 18 | 34 | 56 | −22 |                                             |
| 15  | Real Potosí             | 25  | 30 | 7  | 4 | 19 | 30 | 63 | −33 | Play-off de permanência                     |
| 16  | San José                | −11 | 30 | 0  | 1 | 29 | 9  | 96 | −87 | Rebaixado para a Copa Simón Bolívar de 2022 |

1. ↑  O San José começa com -12 pontos como sanção por causa de dívidas

### Resultados
| Mandante \ Visitante    | CAR | APF | AUR | BLO | BOL | GUA | IPE | WIL | NAC | OPE | RPO | RSC | RTO | RPA | SJO | STR |
| ----------------------- | --- | --- | --- | --- | --- | --- | --- | --- | --- | --- | --- | --- | --- | --- | --- | --- |
| Always Ready            | —   | 3–2 | 2–0 | 5–1 | 1–1 | 6–1 | 2–2 | 0–0 | 1–1 | 2–0 | 2–1 | 4–0 | 3–1 | 2–1 | 5–0 | 2–1 |
| Atlético Palmaflor      | 0–1 | —   | 3–2 | 3–0 | 2–2 | 2–1 | 0–0 | 3–1 | 0–0 | 2–1 | 0–1 | 1–0 | 2–0 | 2–0 | 1–0 | 0–0 |
| Aurora                  | 3–4 | 2–1 | —   | 2–0 | 1–1 | 2–1 | 3–0 | 1–1 | 0–0 | 1–2 | 5–0 | 4–1 | 1–2 | 0–8 | 3–0 | 0–1 |
| Blooming                | 1–2 | 1–1 | 1–0 | —   | 2–2 | 0–1 | 2–2 | 2–2 | 2–1 | 1–1 | 1–0 | 3–1 | 0–1 | 0–1 | 4–0 | 2–0 |
| Bolívar                 | 0–2 | 3–1 | 5–1 | 2–0 | —   | 6–0 | 1–0 | 4–0 | 4–2 | 1–1 | 1–0 | 1–1 | 2–0 | 2–0 | 4–1 | 0–1 |
| Guabirá                 | 0–0 | 2–0 | 4–0 | 4–2 | 3–1 | —   | 2–3 | 3–2 | 3–2 | 1–1 | 3–0 | 1–0 | 0–2 | 3–2 | 4–0 | 0–0 |
| Independiente Petrolero | 1–2 | 2–0 | 3–0 | 3–0 | 2–1 | 2–1 | —   | 5–4 | 2–0 | 1–0 | 2–1 | 2–1 | 1–0 | 1–0 | 4–0 | 2–2 |
| Jorge Wilstermann       | 5–2 | 5–0 | 2–1 | 2–1 | 1–0 | 2–1 | 2–3 | —   | 1–2 | 0–1 | 3–1 | 5–1 | 3–0 | 4–1 | 4–0 | 0–3 |
| Nacional Potosí         | 0–2 | 3–2 | 0–0 | 4–0 | 1–1 | 2–1 | 1–2 | 0–1 | —   | 1–0 | 4–2 | 2–2 | 0–0 | 2–1 | 7–1 | 3–4 |
| Oriente Petrolero       | 0–0 | 3–0 | 1–0 | 3–0 | 1–3 | 2–0 | 1–2 | 4–2 | 0–0 | —   | 2–0 | 2–0 | 3–1 | 2–4 | 4–0 | 2–0 |
| Real Potosí             | 3–2 | 1–5 | 1–1 | 3–1 | 0–2 | 1–3 | 0–5 | 2–2 | 1–2 | 2–1 | —   | 3–0 | 1–0 | 1–3 | 3–0 | 1–3 |
| Real Santa Cruz         | 2–3 | 1–0 | 1–1 | 1–0 | 0–3 | 3–0 | 2–0 | 0–2 | 1–1 | 0–0 | 4–1 | —   | 2–0 | 2–1 | 5–0 | 1–0 |
| Real Tomayapo           | 1–0 | 3–3 | 1–2 | 2–1 | 1–3 | 1–1 | 0–2 | 1–2 | 3–0 | 0–1 | 0–0 | 2–1 | —   | 1–4 | 1–0 | 0–0 |
| Royal Pari              | 2–1 | 2–2 | 1–0 | 4–3 | 1–1 | 1–1 | 3–1 | 3–2 | 2–0 | 0–3 | 5–0 | 3–2 | 4–2 | —   | 6–1 | 0–1 |
| San José                | 0–4 | 1–3 | 1–4 | 1–2 | 0–5 | 0–1 | 1–3 | 0–3 | 0–4 | 0–2 | 0–0 | 1–2 | 1–2 | 0–3 | —   | 0–1 |
| The Strongest           | 1–1 | 4–1 | 3–0 | 2–1 | 3–1 | 2–1 | 1–1 | 3–1 | 7–0 | 5–2 | 1–0 | 1–2 | 2–0 | 3–0 | 2–0 | —   |

## Artilharia
| 0Gols0 | Jogador           | Clube           |
| ------ | ----------------- | --------------- |
| 5      | Carlos Melgar     | Royal Pari      |
| 3      | Carmelo Algarañaz | Always Ready    |
| 3      | Ronald Cuéllar    | Nacional Potosí |

## Premiação
| Campeonato Boliviano de 2021                |
| ------------------------------------------- |
| Independiente Petrolero Campeão (1° título) |